# Burt Reynolds
Burton Leon Reynolds Jr. (11 tháng 2 năm 1936 – 6 tháng 9 năm 2018) là nam diễn viên, đạo diễn và nhà sản xuất người Mỹ. Ông lần đầu tiên nổi tiếng trong các bộ phim truyền hình như Gunsmoke (1962–1965), Hawk (1966), và Dan August (1970–1971).
Vai diễn đột phá của ông là Lewis Medlock trong Deliverance (1972). Reynolds đóng vai trò dẫn đầu trong một số hit phim, như The Longest Yard (1974), Smokey and the Bandit (1977), Semi-Tough (1977), Hooper (1978), Smokey and the Bandit II (1980), The Cannonball Run (1981) và The Best Little Whorehouse in Texas (1982).
Sau một vài thất bại trong phòng vé, Reynolds trở lại truyền hình, tham gia vào bộ phim sitcom Evening Shade (1990–1994). Anh được đề cử giải Oscar cho Nam diễn viên phụ xuất sắc nhất cho màn trình diễn của mình trong Boogie Nights (1997).
Reynolds qua đời vì ngừng tim tại bệnh viện Florida vào ngày 6 tháng 9 năm 2018. Ông đã bị các vấn đề về tim trong nhiều năm. Ông hưởng thọ 82 tuổi.

## Thời thơ ấu

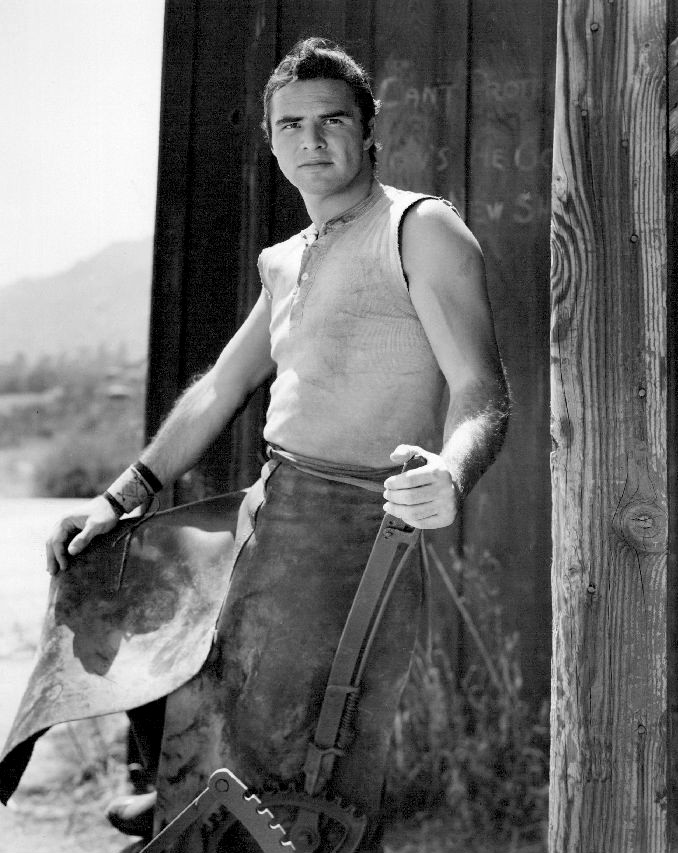
Reynolds vai Quint Asper trong Gunsmoke

Reynolds là con của Fern H. (nhũ danh Miller; 1902–1992) và Burton Milo Reynolds (1906–2002). Anh có tổ tiên gốc Hà Lan, Anh, Scot-Ai Len, và Scotland, và cũng được cho là có gốc Cherokee. Trong sự nghiệp của mình, Reynolds thường tuyên bố đã được sinh ra ở Waycross, Georgia, nhưng đã xác nhận vào năm 2015, ông thực sự sinh ra ở Lansing, Michigan. Ông sinh ngày 11 tháng 2 năm 1936, và trong cuốn tự truyện của ông nói rằng Lansing là nơi gia đình ông sống khi cha của ông nhập ngũ vào Lục quân Hoa Kỳ. Reynolds, mẹ và chị gái của ông đã sống cùng cha mình tại Fort Leonard Wood, Missouri,và sống ở đó trong hai năm. Khi cha của Reynolds được gửi đến châu Âu, gia đình chuyển đến Thành phố Lake, Michigan, nơi mẹ của ông đã được nuôi dưỡng. Năm 1946, gia đình chuyển đến Riviera Beach, Florida. Cha của ông trở thành Giám đốc Cảnh sát của Riviera Beach, tọa lạc ở rìa phía bắc West Palm Beach, Florida. Trong lớp 10 tại Trường trung học Palm Beach, Reynolds được bầu chọn là Đội đầu tiên Tất cả các bang và Tất cả Nam ở vị trífullback và nhận được nhiều học bổng.